# Selección de fútbol sala de Singapur
La Selección de fútbol sala de Singapur es el equipo que representa al país en la Copa Mundial de fútbol sala de la FIFA, en el Campeonato Asiático de Futsal y en el Campeonato de Futsal de la AFF; y es controlado por la Asociación de Fútbol de Singapur.

## Estadísticas

### Copa Mundial de Futsal FIFA
| Copa Mundial de fútbol sala de la FIFA | Copa Mundial de fútbol sala de la FIFA | Copa Mundial de fútbol sala de la FIFA | Copa Mundial de fútbol sala de la FIFA | Copa Mundial de fútbol sala de la FIFA | Copa Mundial de fútbol sala de la FIFA | Copa Mundial de fútbol sala de la FIFA | Copa Mundial de fútbol sala de la FIFA |
| Año                                    | Ronda                                  | J                                      | G                                      | E                                      | P                                      | GF                                     | GC                                     |
| -------------------------------------- | -------------------------------------- | -------------------------------------- | -------------------------------------- | -------------------------------------- | -------------------------------------- | -------------------------------------- | -------------------------------------- |
| 1989 - 1996                            | No participó                           | No participó                           | No participó                           | No participó                           | No participó                           | No participó                           | No participó                           |
| 2000                                   | No clasificó                           | No clasificó                           | No clasificó                           | No clasificó                           | No clasificó                           | No clasificó                           | No clasificó                           |
| 2004                                   | No participó                           | No participó                           | No participó                           | No participó                           | No participó                           | No participó                           | No participó                           |
| 2008                                   | No participó                           | No participó                           | No participó                           | No participó                           | No participó                           | No participó                           | No participó                           |
| 2012                                   | No participó                           | No participó                           | No participó                           | No participó                           | No participó                           | No participó                           | No participó                           |
| 2016                                   | No clasificó                           | No clasificó                           | No clasificó                           | No clasificó                           | No clasificó                           | No clasificó                           | No clasificó                           |
| 2021                                   | No clasificó                           | No clasificó                           | No clasificó                           | No clasificó                           | No clasificó                           | No clasificó                           | No clasificó                           |
| Total                                  | 0/9                                    | -                                      | -                                      | -                                      | -                                      | -                                      | -                                      |

### Copa Asiática de Futsal de la AFC
| Copa Asiática de Futsal de la AFC | Copa Asiática de Futsal de la AFC | Copa Asiática de Futsal de la AFC | Copa Asiática de Futsal de la AFC | Copa Asiática de Futsal de la AFC | Copa Asiática de Futsal de la AFC | Copa Asiática de Futsal de la AFC | Copa Asiática de Futsal de la AFC |
| Año                               | Ronda                             | J                                 | G                                 | E                                 | P                                 | GF                                | GC                                |
| --------------------------------- | --------------------------------- | --------------------------------- | --------------------------------- | --------------------------------- | --------------------------------- | --------------------------------- | --------------------------------- |
| 1999                              | Fase de grupos                    | 4                                 | 0                                 | 1                                 | 3                                 | 9                                 | 84                                |
| 2000                              | Fase de grupos                    | 3                                 | 0                                 | 0                                 | 3                                 | 4                                 | 38                                |
| 2001                              | Fase de grupos                    | 4                                 | 0                                 | 0                                 | 4                                 | 6                                 | 52                                |
| 2002                              | No participó                      | No participó                      | No participó                      | No participó                      | No participó                      | No participó                      | No participó                      |
| 2003                              | No participó                      | No participó                      | No participó                      | No participó                      | No participó                      | No participó                      | No participó                      |
| 2004                              | No participó                      | No participó                      | No participó                      | No participó                      | No participó                      | No participó                      | No participó                      |
| 2005                              | No participó                      | No participó                      | No participó                      | No participó                      | No participó                      | No participó                      | No participó                      |
| 2006                              | No participó                      | No participó                      | No participó                      | No participó                      | No participó                      | No participó                      | No participó                      |
| 2007                              | No participó                      | No participó                      | No participó                      | No participó                      | No participó                      | No participó                      | No participó                      |
| 2008                              | No participó                      | No participó                      | No participó                      | No participó                      | No participó                      | No participó                      | No participó                      |
| 2010                              | No participó                      | No participó                      | No participó                      | No participó                      | No participó                      | No participó                      | No participó                      |
| 2012                              | No participó                      | No participó                      | No participó                      | No participó                      | No participó                      | No participó                      | No participó                      |
| 2014                              | No participó                      | No participó                      | No participó                      | No participó                      | No participó                      | No participó                      | No participó                      |
| 2016                              | No clasificó                      | No clasificó                      | No clasificó                      | No clasificó                      | No clasificó                      | No clasificó                      | No clasificó                      |
| 2018                              | No participó                      | No participó                      | No participó                      | No participó                      | No participó                      | No participó                      | No participó                      |
| 2022                              | No participó                      | No participó                      | No participó                      | No participó                      | No participó                      | No participó                      | No participó                      |
| Total                             | 3/16                              | 11                                | 0                                 | 1                                 | 10                                | 19                                | 174                               |

### Campeonato de la AFF
| Campeonato de Futsal de la AFF | Campeonato de Futsal de la AFF | Campeonato de Futsal de la AFF | Campeonato de Futsal de la AFF | Campeonato de Futsal de la AFF | Campeonato de Futsal de la AFF | Campeonato de Futsal de la AFF | Campeonato de Futsal de la AFF | Campeonato de Futsal de la AFF |
| Año                            | Ronda                          | J                              | G                              | E                              | P                              | GF                             | GC                             | DIF                            |
| ------------------------------ | ------------------------------ | ------------------------------ | ------------------------------ | ------------------------------ | ------------------------------ | ------------------------------ | ------------------------------ | ------------------------------ |
| 2001                           | Finalista                      | 5                              | 2                              | 0                              | 3                              | 9                              | 26                             | -17                            |
| 2003                           | No participó                   | No participó                   | No participó                   | No participó                   | No participó                   | No participó                   | No participó                   | No participó                   |
| 2005                           | No participó                   | No participó                   | No participó                   | No participó                   | No participó                   | No participó                   | No participó                   | No participó                   |
| 2006                           | No participó                   | No participó                   | No participó                   | No participó                   | No participó                   | No participó                   | No participó                   | No participó                   |
| 2007                           | No participó                   | No participó                   | No participó                   | No participó                   | No participó                   | No participó                   | No participó                   | No participó                   |
| 2008                           | No participó                   | No participó                   | No participó                   | No participó                   | No participó                   | No participó                   | No participó                   | No participó                   |
| 2009                           | No participó                   | No participó                   | No participó                   | No participó                   | No participó                   | No participó                   | No participó                   | No participó                   |
| 2010                           | No participó                   | No participó                   | No participó                   | No participó                   | No participó                   | No participó                   | No participó                   | No participó                   |
| 2011                           | No participó                   | No participó                   | No participó                   | No participó                   | No participó                   | No participó                   | No participó                   | No participó                   |
| 2012                           | No participó                   | No participó                   | No participó                   | No participó                   | No participó                   | No participó                   | No participó                   | No participó                   |
| 2013                           | No participó                   | No participó                   | No participó                   | No participó                   | No participó                   | No participó                   | No participó                   | No participó                   |
| 2014                           |                                |                                |                                |                                |                                |                                |                                |                                |
| 2015                           | Fase de grupos                 | 4                              | 0                              | 0                              | 4                              | 4                              | 21                             | -17                            |
| Total                          | 2/12                           | 9                              | 2                              | 0                              | 7                              | 13                             | 47                             | -33                            |

## Récord ante otras selecciones
| País           | J  | G | E | P  | GF | GC  | GD   |
| -------------- | -- | - | - | -- | -- | --- | ---- |
| Australia      | 1  | 1 | 0 | 0  | 6  | 5   | +1   |
| Brasil         | 2  | 0 | 0 | 2  | 4  | 45  | −41  |
| Brunéi         | 2  | 1 | 0 | 1  | 4  | 2   | +2   |
| China          | 1  | 0 | 0 | 1  | 5  | 9   | –4   |
| China Taipéi   | 1  | 0 | 0 | 1  | 3  | 7   | −4   |
| Egipto         | 1  | 0 | 0 | 1  | 1  | 5   | −4   |
| Irán           | 2  | 0 | 0 | 2  | 0  | 64  | –64  |
| Italia         | 1  | 0 | 0 | 1  | 1  | 7   | –6   |
| Japón          | 1  | 0 | 0 | 1  | 1  | 8   | –7   |
| Kazajistán     | 1  | 0 | 0 | 1  | 0  | 19  | −19  |
| Kirguistán     | 1  | 0 | 0 | 1  | 5  | 9   | –4   |
| Malasia        | 3  | 1 | 1 | 1  | 7  | 9   | −2   |
| Birmania       | 1  | 0 | 0 | 1  | 2  | 7   | −5   |
| Países Bajos   | 1  | 0 | 0 | 1  | 1  | 8   | –7   |
| Palestina      | 1  | 0 | 0 | 1  | 2  | 9   | –7   |
| Filipinas      | 1  | 0 | 0 | 1  | 1  | 4   | −3   |
| Corea del Sur  | 2  | 0 | 0 | 2  | 3  | 25  | −22  |
| España         | 1  | 0 | 0 | 1  | 0  | 10  | −10  |
| Tailandia      | 6  | 0 | 0 | 6  | 4  | 72  | −68  |
| Timor Oriental | 1  | 0 | 0 | 1  | 3  | 6   | −3   |
| Vietnam        | 1  | 0 | 0 | 1  | 1  | 2   | –1   |
| Total          | 32 | 3 | 1 | 28 | 54 | 332 | −278 |